# Wimbledon 1905
De 29e editie van het Britse grandslamtoernooi, Wimbledon 1905, werd gehouden van maandag 26 juni tot en met zaterdag 8 juli 1905. Voor de vrouwen was het de 22e editie van het graskampioenschap. Het toernooi werd gespeeld op de toenmalige locatie aan de Worple Road bij de All England Lawn Tennis and Croquet Club in de wijk Wimbledon van de Britse hoofdstad Londen.
Zoals toen gebruikelijk was, speelden de spelers om de titelverdediger uit te dagen in de finale "challenge round".
Titelverdediger Laurence Doherty won van Norman Brookes in de finale. De Australiër Brookes was de eerste niet Brit die de finale haalde in het mannenenkelspel.
Titelverdedigster Dorothea Douglass verloor van May Sutton in de finale. De Amerikaanse May Sutton was de eerste niet Britse winnaar van Wimbledon.
De titelverdedigers de broers Laurence en Reginald Doherty wonnen van Frank Riseley en Sydney Howard Smith. De broers wonnen hun achtste titel. In 2004 won de Australiër Todd Woodbridge een negende titel in het mannendubbelspel.

## Belangrijkste uitslagen
Mannenenkelspel

Finale: Laurence Doherty (Verenigd Koninkrijk) won van Norman Brookes (Australië) met 8–6, 6–2, 6–4 
Vrouwenenkelspel

Finale: May Sutton (Verenigde Staten) won van Dorothea Douglass (Verenigd Koninkrijk) met 6–3, 6–4 
Mannendubbelspel

Finale: Laurence Doherty (Verenigd Koninkrijk) en Reginald Doherty (Verenigd Koninkrijk) wonnen van Frank Riseley (Verenigd Koninkrijk) en Sydney Howard Smith (Verenigd Koninkrijk) 6–2, 6–4, 6–8, 6–3. 
Het vrouwendubbelspel en gemengd dubbelspel werden in 1913 voor het eerst georganiseerd.
Een juniorentoernooi werd voor het eerst in 1947 gespeeld.
1877 · 1878 · 1879 · 1880 · 1881 · 1882 · 1883 · 1884 · 1885 · 1886 · 1887 · 1888 · 1889 · 1890 · 1891 · 1892 · 1893 · 1894 · 1895 · 1896 · 1897 · 1898 · 1899 · 1900 · 1901 · 1902 · 1903 · 1904 · 1905 · 1906 · 1907 · 1908 · 1909 · 1910 · 1911 · 1912 · 1913 · 1914 · 1915–1918 · 1919 · 1920 · 1921 · 1922 · 1923 · 1924 · 1925 · 1926 · 1927 · 1928 · 1929 · 1930 · 1931 · 1932 · 1933 · 1934 · 1935 · 1936 · 1937 · 1938 · 1939 · 1940–1945 · 1946 · 1947 · 1948 · 1949 · 1950 · 1951 · 1952 · 1953 · 1954 · 1955 · 1956 · 1957 · 1958 · 1959 · 1960 · 1961 · 1962 · 1963 · 1964 · 1965 · 1966 · 1967
↓ open tijdperk ↓
1968 (m-v-md-vd-gd) · 1969 (m-v-md-vd-gd) · 1970 (m-v-md-vd-gd) · 1971 (m-v-md-vd-gd) · 1972 (m-v-md-vd-gd) · 1973 (m-v-md-vd-gd) · 1974 (m-v-md-vd-gd) · 1975 (m-v-md-vd-gd) · 1976 (m-v-md-vd-gd) · 1977 (m-v-md-vd-gd) · 1978 (m-v-md-vd-gd) · 1979 (m-v-md-vd-gd) · 1980 (m-v-md-vd-gd) · 1981 (m-v-md-vd-gd) · 1982 (m-v-md-vd-gd) · 1983 (m-v-md-vd-gd) · 1984 (m-v-md-vd-gd) · 1985 (m-v-md-vd-gd) · 1986 (m-v-md-vd-gd) · 1987 (m-v-md-vd-gd) · 1988 (m-v-md-vd-gd) · 1989 (m-v-md-vd-gd) · 1990 (m-v-md-vd-gd) · 1991 (m-v-md-vd-gd) · 1992 (m-v-md-vd-gd) · 1993 (m-v-md-vd-gd) · 1994 (m-v-md-vd-gd) · 1995 (m-v-md-vd-gd) · 1996 (m-v-md-vd-gd) · 1997 (m-v-md-vd-gd) · 1998 (m-v-md-vd-gd) · 1999 (m-v-md-vd-gd) · 2000 (m-v-md-vd-gd) · 2001 (m-v-md-vd-gd) · 2002 (m-v-md-vd-gd) · 2003 (m-v-md-vd-gd) · 2004 (m-v-md-vd-gd) · 2005 (m-v-md-vd-gd) · 2006 (m-v-md-vd-gd) · 2007 (m-v-md-vd-gd) · 2008 (m-v-md-vd-gd) · 2009 (m-v-md-vd-gd) · 2010 (m-v-md-vd-gd) · 2011 (m-v-md-vd-gd) · 2012 (m-v-md-vd-gd) · 2013 (m-v-md-vd-gd) · 2014 (m-v-md-vd-gd) · 2015 (m-v-md-vd-gd) · 2016 (m-v-md-vd-gd) · 2017 (m-v-md-vd-gd) · 2018 (m-v-md-vd-gd) · 2019 (m-v-md-vd-gd) · 2020 · 2021 (m-v-md-vd-gd) · 2022 (m-v-md-vd-gd) · 2023 (m-v-md-vd-gd) · 2024 (m-v-md-vd-gd)
Lijst van Wimbledonwinnaars · Toernooien per editie